# 彼得·韦尔什
彼得·韦尔什（英語：Peter Welsh，1943年7月16日—），新西兰男子田径运动员。他曾代表新西兰参加1966年大英帝国和英联邦运动会田径比赛，获得男子3000米障碍赛金牌。